# Тонивил (Калифорнија)
Тонивил (енгл. Tonyville) насељено је место без административног статуса у америчкој савезној држави Калифорнија.

## Демографија
По попису из 2010. године број становника је 316.
| Група             | 2000.    | 2010.       |
| Белци             | 0 (0,0%) | 11 (3,5%)   |
| Афроамериканци    | 0 (0,0%) | 0 (0,0%)    |
| Азијати           | 0 (0,0%) | 12 (3,8%)   |
| Хиспаноамериканци | 0 (0,0%) | 286 (90,5%) |
| Укупно            | 0        | 316         |